# مينا كلابين وورتشفيتشيك

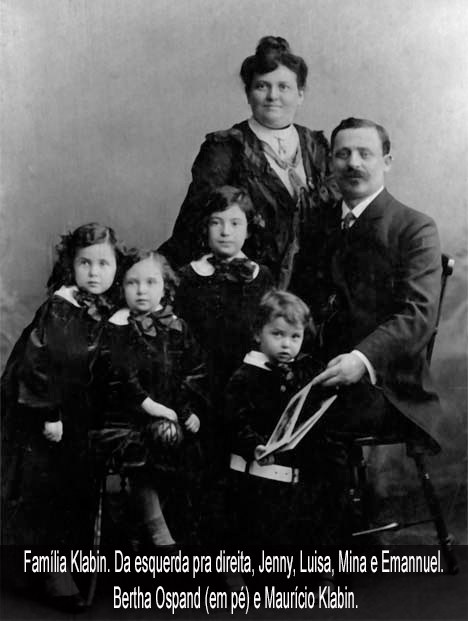
عائلة كلابين

مينا كلابين وورتشفيتشيك (بالبرتغالية: Mina Klabin Warchavchik) (ولادة 3 أكتوبر 1896 في ساو باولو ، البرازيل ، - وفاة 14 فبراير 1969 (72 سنة) في ساو باولو ، ولاية ساو باولو ، البرازيل. معمارية برازيلية.
مينا كلابين وورتشفيتشيك (ساو باولو ، 3 أكتوبر 1896 - ساو باولو ، 14 فبراير 1969) كانت مغنية [3] وطبيعة برازيلية. كانت رائدة في المناظر الطبيعية الحديثة في البرازيل. [9]

## سيرة شخصية
وهي من سلالة اليهود الليتوانيين ، وكانت حفيدة ليون كلابين وتشيا سارة بابيرت. [2] [10] الابنة الكبرى لرجل الأعمال ماوريسيو فريمان كلابين وبرثا أوبيست. [11] كانت أخت لويزا كلابين وجيني كلابين سيغال [12] وابنة عم هوراسيو لافر ، [11] إيفا كلابين وإيما غوردون كلابين. [2] تزوجت مينا من المهندس المعماري غريغوري وارشافتشيك [13] وكانوا معًا لطفلين: موريس كلابين وارشيفيك وآنا سونيا كلابين وارشافيك. [2]
شاركت مينا كلابين دائمًا في مشاريع فنية ، سواء في الموسيقى أو الهندسة المعمارية. بدأت أوركسترا مسرح ساو باولو البلدية في التطور منذ عام 1930 من خلال جمعية ساو باولو السمفونية ، بمبادرة من مجموعة من الناس ، من بينهم أوليفيا غيديس بنتيدو ومينا كلابين وارشافتشيك.

## المناظر الطبيعية الحديثة
في المناظر الطبيعية ، أصبحت مينا معروفة لكونها رائدة في الحدائق الاستوائية في البرازيل ورائدة في اتجاه المناظر الطبيعية الجديدة ، وتسمى المناظر الطبيعية الحديثة.
في أواخر العشرينات من القرن العشرين ، ساعدت مينا ، بالإضافة إلى تعاونها في تنسيق المناظر الطبيعية في حديقة كازا موديرنيستا في روا سانتا كروز ، الواقعة في حي فيلا ماريانا ، في ساو باولو ، أيضًا في تمويل بناء هذا العمل. مشروع حكومة غريغوري وارشافتشيك ، والذي يعتبر أول سكن حديث في البرازيل ، مدرج من قبل حكومة الولاية بسبب أهميته التاريخية والفنية والمعمارية.